# Belo sur Tsiribihina
Belo sur Tsiribihina è un comune rurale (kaominina) del Madagascar occidentale (provincia di Toliara), che sorge sulle sponde del fiume Tsiribihina. È il capoluogo del distretto di Belo sur Tsiribihina.

## Popolazione
Ha una popolazione di 21.929 abitanti (stima 2005). L'etnia principale della città sono i Sakalava.

## Economia
L'economia si basa essenzialmente sull'agricoltura, con il 60% della popolazione impiegata in questo settore. La coltura principale è il riso.

## Infrastrutture e trasporti
La città è sede di un aeroporto civile (codice aeroportuale IATA: BMD).
La Route Nationale 8 la collega a Morondava a sud e a Bekopaka a nord.

## Cultura
Ogni cinque anni Belo ospita la fitampoha ("bagno delle reliquie dei re"), cerimonia tradizionale della etnia Sakalava, durante la quale le reliquie degli antichi re Sakalava vengono immerse nelle acque del fiume.

## Aree protette
Da Belo Sur Tsiribihina è possibile raggiungere la riserva naturale integrale Tsingy di Bemaraha e il parco nazionale Tsingy di Bemaraha.